# Montipora orientalis
Montipora orientalis là một loài san hô trong họ Acroporidae. Loài này được Nemenzo mô tả khoa học năm 1967.